# Arivonimamo
Arivonimamo es una ciudad de la provincia de Antananarivo, Madagascar.
Arivonimamo está conectado por la carretera nacional RN 1 a Antananarivo (este) y Tsiroanomandidy (oeste). El aeropuerto internacional de Antananarivo estuvo allí hasta que se sustituyó por Ivato en 1967.
- Datos: Q1820954